# Burbage (Leicestershire)
Burbage – wieś w Anglii, w hrabstwie Leicestershire, w dystrykcie Hinckley and Bosworth. Leży 19 km na południowy zachód od miasta Leicester i 141 km na północny zachód od Londynu. W 2001 miejscowość liczyła 14 324 mieszkańców.